# 何汝健
何汝健（1528年—1593年），字體乾，號龍崖，南京留守左衛軍籍，直隸無錫縣人，明朝政治人物。

## 生平
嘉靖二十八年（1549年）己酉科應天府鄉試第八十二名舉人。嘉靖三十二年（1553年）中式癸丑科會試第二百四十九名，二甲第二十九名進士。都察院观政，授山东濮州知州，升工部员外郎、郎中，历礼部精膳司、祠祭司郎中，官至浙江布政司参议。

## 家族
曾祖何寬；祖父何岳；父何卿。前母周氏；母袁氏。弟何汝成、何汝器、何汝元、何汝傑。
子何湛之，萬曆己丑進士；何淳之，萬曆丙戌進士，官監察御史。孫何棟如，萬曆戊戌進士。